# Эмбер Волакис
Доктор Э́мбер Вола́кис (англ. Dr. Amber Volakis) — персонаж американского телесериала «Доктор Хаус», интервенционный радиолог по специальности. Исполняет эту роль американская актриса Энн Дудек.
За настойчивость в достижении своих целей, граничащей с беспринципностью, Эмбер Волакис получила в сериале прозвище «Беспощадная Стерва» (англ. Cutthroat Bitch). Иногда это прозвище используется в виде аббревиатуры «БС» (англ. «CB»).

## История
Эмбер Волакис появляется во втором эпизоде 4-го сезона, когда доктор Грегори Хаус начинает формирование своей новой команды, помогающей ему проводить дифференциальную диагностику. Набрав большое количество кандидатов, Хаус в дальнейшем отсеивает их за разные ошибки и нарушения, так чтобы в итоге осталось 3-4 наиболее подходящих.
Эмбер Волакис получает в этом «соревновании» № 24. Начиная с первого же разбираемого медицинского дела, Эмбер проявляет себя и как хороший доктор, и как хороший «манипулятор». Так, ей удаётся спровоцировать большую часть своей рабочей группы на отказ от выполнения немедицинского задания Хауса. В дальнейшем она предпринимает усилия по устранению из команды женщин-конкурентов. У Хауса получила прозвище «Беспощадная Стерва».
Была уволена Хаусом из команды за то, что не умеет проигрывать. Через некоторое время появляется снова как подружка Джеймса Уилсона.
В эпизоде «Голова Хауса» Эмбер попадает в автобусную аварию вместе с Хаусом, в результате которой получает тяжёлые травмы. Отказ почек в совокупности с применённым противовирусным препаратом амантадин приводит к полному отказу внутренних органов и её смерти, ускоренной отключением от аппаратов жизнеобеспечения.
Вновь появляется в сериале к концу пятого сезона в виде навязчивой галлюцинации Хауса, которая была вызвана передозировкой викодина и определёнными психическими проблемами.
В последнем эпизоде сериала снова появляется как галлюцинация Хауса и пытается уговорить его жить.

## Критика и отзывы
- Критик Келли Ву с TV Squad поставила её на третье место в списке «Семь новых наиболее успешных персонажей» (англ. Seven new characters that worked)[4].